# Парша порошистая
Парша порошистая — болезнь картофеля, вызываемая слизевиком (псевдогрибом) плазмодиомицетом Spongospora subterranea (Wallr.) Lagerh. Он не имеет развитого мицелия, в вегетирующем состоянии представляет собой комочек протоплазмы без оболочки в виде амёбоида, способного передвигаться. Строение гриба определяет форму существования — внутриклеточное паразитирование в клетках высших растений. Амёбоиды могут сливаться друг с другом и образовывать плазмодий. При наступлении неблагоприятных условий амёбоид покрывается оболочкой и превращается в покоящуюся цисту. В условиях повышенной влажности оболочка ослизняется, и амёбоид получает способность передвигаться. Эта особенность определяет приуроченность развития порошистой парши только к условиям повышенной влажности. Передвигаясь в переувлажнённой почве, амёбоиды или плазмодии достигают корней, клубней картофеля, проникают в клетки и начинают паразитировать.

## Вредоносность
Порошистая парша является широко распространённым заболеванием клубней, которое может причинять весьма существенный ущерб, в т. ч. снижение товарных качеств клубней и их лёжкости в период хранения, поскольку через язвы, вызванные паршой, проникают возбудители различных гнилей — грибов и бактерий. Кроме того, возбудитель порошистой парши является переносчиком опасного вируса моп-топ.
Порошистая парша поражает все подземные органы растений, однако в отличие от обыкновенной парши поражает корни, что приводит к преждевременному увяданию и гибели растений. Поэтому может вызывать существенное снижение урожая.
Болезнь сильнее развивается на переувлажнённых и тяжёлых по гранулометрическому составу почвах при прохладной погоде.

## Симптомы и жизненный цикл возбудителя болезни
Возбудитель порошистой парши инфицирует корни, столоны и клубни картофеля через чечевички, глазки и раневые участки. На корнях растений появляются галлы — наросты неправильной формы белого цвета, которые впоследствии коричневеют, а на поверхности клубней образуются светлые пустулы в виде бородавок. При созревании клубней пятна округляются, становятся рельефными, подсыхают, кожура их растрескивается, и образуются язвы, заполненные коричневой пылящей массой, состоящей из спор гриба и разрушенных тканей клубня. Остатки кожуры клубня длительное время сохраняются по краям пустул и придавают им звёздчатую форму. На поражённых порошистой паршой клубнях во время хранения нередко развиваются сухая гниль и фитофтороз.
Источником инфекции являются остатки растений (корни, столоны) и клубни, в которых сохраняются покоящиеся споры возбудителя. Споры являются устойчивыми в окружающей стреде и могут оставаться жизнеспособными до 3—4 лет. При прорастании спор во влажной среде образуются сначала зооспоры, а затем амёбоиды. Они проникают в клетки клубня, корня, столоны главным образом через чечевички и развиваются в многоядерный плазмодий. Плазмодий вскоре распадается на мелкие комочки, которые покрываются плотной оболочкой и превращаются в покоящиеся споры, склеенные между собой в шарообразные тёмные клубочки неправильной формы.

## Меры борьбы
1. Соблюдение севооборота. На заражённых участках возделывание картофеля исключают минимум на 3—4 года, а при высокой степени инфицирования почвы патогеном — до 7 лет.
2. Использование здорового посадочного материала.
3. Предпосадочная обработка семенных клубней фунгицидом Максим (400 г/т).
4. Желательно проводить уборку урожая при сухих погодных условиях.